# Машьянов, Николай Порфирьевич
Николай Порфирьевич Машьянов (6 августа 1925, Тарногский район — 8 сентября 1997, Москва) — советский хозяйственный, государственный и политический деятель, Герой Социалистического Труда.

## Биография
Родился в 1925 году в Тарногском районе. Член КПСС.
С 1943 года — на хозяйственной, общественной и политической работе. В 1943—1991 гг. — руководитель отделения в сернокислотном цехе, инженер Норильского комбината, на кафедре металлургии Ленинградского горного института, инженер хлорно-кобальтового цеха, и. о. главного инженера завода, начальник плавильного отделения, начальник бюро технического контроля, заместитель начальника производственно-технического отдела, директор института «Норильскпроект», главный инженер, директор Норильского горно-металлургического комбината имени А. П. Завенягина Минцветмета СССР, первый заместитель председателя Государственного планового комитета РСФСР.
Указом Президиума Верховного Совета СССР от 30 марта 1971 года присвоено звание Героя Социалистического Труда с вручением ордена Ленина и золотой медали «Серп и Молот».
Избирался депутатом Верховного Совета РСФСР 10-го и 11-го созывов.
Умер в Москве в 1997 году.